# مصطفى أسكوي
مصطفى أسكوي (الفارسية: مصطفی اسکویی؛ 23 شباط 1924 – 6 نوفمبر 2005 م) كان أول ممثل محترف ومخرج وناقد فني وناشط مخضرم في المسرح الإيراني [الإنجليزية] تأهل كممثل في طهران. في معهد موسكو الحكومي للفنون المسرحية، وتخصص أسكوي في الإخراج (1955) والنقد الفني (1990).
وبينما كان يدرس، كان قد شرع بالفعل في عمله المسرحي العملي الذي غطى فترة 50 عامًا.

## الحياة المهنية
خلال أربعينيات القرن العشرين، برز أسكوي ليُصبح الممثل الرئيس في الحركة المسرحية التقدمية التي حددت وتيرة المسرح الإيراني [الإنجليزية] تحت قيادة نوشين في مسارح طهران وفرهنك وفردوسي.
وقد جاءت مساهماته الرئيسة في العديد من الإنتاجات مع عودته من أوروبا في عام 1958 في وقت كان فيه المسرح الإيراني في حالة تراجع. لقد أحدثت أساليب أسكوي تغييرًا جذريًّا في الفنون المسرحية في إيران، حيث أدت السنوات الخمس الأولى من هذا العمل (1959-1964) على وجه الخصوص إلى تغيير في مكانة المجتمع الفني. وقد أدى هذا في نهاية المطاف إلى تشكيل وزارة الفن والثقافة الإيرانية.
بعد الثورة الإسلامية، انتخب أسكوي رئيسًا للمركز الوطني للمسرح الإيراني وأُعيد انتخابه لثلاث فترات متتالية مدة كل منها عامان. وباعتباره أستاذًا، كتب العديد من الأعمال النظرية والأطروحات والمقالات، ورفع المسرح إلى مستوى التخصص الأكاديمي للأبحاث.

## التعليم
- 1942 – مدرسة المسرح، طهران
- 1956 – معهد أ. ف. لوناشارسكي الحكومي للفنون المسرحية، موسكو
- 1990 – مرشح (نقد فني) في معهد أ. ف. لوناشارسكي الحكومي للفنون المسرحية، موسكو

## الحياة المهنية
- 1941 – 1987 – ممثل ومدير مسرح في مسارح "هونات" و"فرهنك" و"فردوسي" و"أناهيتا" (أكثر من خمسين مسرحية لكتاب مسرحيين محليين وأجانب)
- 1959 – 1965 – مدير المسرح الرئيسي لمسرح "أناهيتا" طهران
- 1959 – 1987 – أستاذ كرسي "أناهيتا" للمسرح الحر ومعلم 150 ممثلاً ومدير مسرح شابًا في طهران
- 1968 – 1970 – أستاذ كرسي المسرح بجامعة طهران
- 1979 – 1987 – رئيس "المركز الوطني للمسرح في إيران" التابع لليونسكو
- 1998 – قام بتثبيت وإدارة الأكاديمية المفتوحة للبحث العلمي في اللعبة.

## المنشورات
- 1963 – مناقشة مشاكل المسرح الهواة والفن الوطني والفن الدرامي الوطني، مجلة الفردوسي الشهرية، العدد 6، طهران، 1963
- ١٩٦٤ - "تراث ستانيسلافسكي"، مجموعة عالمية بمناسبة الذكرى المئوية لميلاده. مجلة "بايامينوف" (طهران ١٩٦٤).
- 1978 – «مهمة مهرجاننا هي إذلال الفنانين وإهانة الشعب»، مجلة «فردوسي»، العدد 10، 1978.
- 1979 – "ثلاثون عاماً في تاريخ المسرح القتالي"، طهران، 1979، 195 صفحة.
- 1979 – «وجود المسارح يجب أن يرتكز على الاستقلال والذات» – بحسب صحيفة «الكيهان». العدد 153، 11 أكتوبر 1979، طهران.
- 1980 – «نظرة على الرسالة النبوية للفن»، صحيفة «صبحي آزادجان»، 2 أبريل 1980، طهران.
- 1986 – "المسرح العلمي أو مسرح ستانيسلافسكي"، 1986، طهران، 168 صفحة.
- 1989 – "نظام المحلية في المسرح الإيراني"، عدد خاص مارس 1989، طهران.
- 1990 – "المسرح الإيراني الجديد"، أطروحة لنيل درجة الدكتوراه في نقد الفن، موسكو، 187 صفحة.
- 1991 – "البحث في تاريخ المسرح الإيراني"، دار التقدم للنشر، موسكو، 1991، 504 صفحة.

## روابط خارجية
- بي بي سي الفارسية